# Poncelet (Mondkrater)
Poncelet ist ein Einschlagkrater auf dem Mond. Er liegt östlich von Pascal und nordwestlich von Anaximenes. Die Tiefe wird mit 1.180 m angegeben.
| Buchstabe | Position           | Durchmesser | Link |
| --------- | ------------------ | ----------- | ---- |
| A         | 79,56° N, 75,55° W | 31 km       |      |
| B         | 78,34° N, 63,52° W | 15 km       |      |
| C         | 77,58° N, 74,48° W | 68 km       |      |
| D         | 77,75° N, 70,7° W  | 23 km       |      |
| H         | 75,81° N, 55,69° W | 7 km        |      |
| P         | 80,66° N, 61,5° W  | 16 km       |      |
| Q         | 79,92° N, 60,52° W | 14 km       |      |
| R         | 79,34° N, 58,07° W | 9 km        |      |
| S         | 78,71° N, 56,91° W | 10 km       |      |

Der Krater wurde 1964 von der IAU nach dem französischen Mathematiker und Ingenieur Jean-Victor Poncelet benannt.